# 裸足の1500マイル
『裸足の1500マイル』（英: Rabbit-Proof Fence）は、実話に基づいた2002年のオーストラリア映画。盗まれた世代を題材とする。

## ストーリー
1931年のオーストラリアでは、白人男性と先住民アボリジニ女性との混血児を家族から隔離し、白人社会に適応させようとする隔離・同化政策がとられていた。寄宿舎に収容されたモリーと妹の8歳のデイジー、モリーの従妹である10歳のグレイシーはウサギよけのフェンスだけを頼りに2400km離れた母の元に帰ろうとするが、追跡人が3人に迫る。

## スタッフ
- 監督：フィリップ・ノイス
- 製作：フィリップ・ノイス、クリスティン・オルセン
- 製作総指揮：ジェレミー・トーマス
- 原作：ドリス・ピルキングトン
- 脚本：クリスティン・オルセン
- 撮影：クリストファー・ドイル
- 音楽：ピーター・ガブリエル

## キャスト
- モリー：エヴァーリン・サンピ （本名陽子）
- ネヴィル：ケネス・ブラナー（家弓家正）
- グレーシー：ローラ・モナガン（落合涼子）
- デイジー：ティアナ・サンズベリー（白倉麻子）
- ムードゥー：デイヴィッド・ガルピリル
- モリーの母：ニンガリ・ローフォード（弘中くみ子）
- モリーの祖母：ミアーン・ローフォード
- メイビス：デボラ・メイルマン
- リッグス：ジェイソン・クラーク
- ナレーション：（小室正幸）

※括弧内は日本語吹き替え
- 役不明：浅井淑子、滝沢久美子、鈴木清信、田中完、くまいもとこ、多緒都、山本容子、上田純子、谷内健、西村江太郎、伊牟田大、安原聡美

## 評価
レビュー・アグリゲーターのRotten Tomatoesでは145件のレビューで支持率は88%、平均点は7.60/10となった。Metacriticでは31件のレビューを基に加重平均値が80/100となった。

## 受賞
- 第56回エディンバラ国際映画祭 観客賞

## 原作小説
原作は、オーストラリア先住民であるドリス・ピルキングトンの実体験を元にした小説『裸足の1500マイル (小説)』。
- ドリス・ピルキングトン『裸足の1500マイル』中江昌彦訳、メディアファクトリー、2003年2月。ISBN 4-8401-0705-X。 - 原タイトル：Rabbit-proof fence.